# بوک ده کورفر
بوک ده کورفر (هلندی: Bok de Korver; ۲۷ ژانویهٔ ۱۸۸۳ – ۲۲ اکتبر ۱۹۵۷) بازیکن فوتبال اهل هلند بود.
از باشگاه‌هایی که در آن بازی کرده‌است می‌توان به باشگاه فوتبال اسپارتا روتردام اشاره کرد.
وی همچنین در تیم ملی فوتبال هلند بازی کرده‌است.